# Pochazia triangularis
Pochazia triangularis är en insektsart som beskrevs av William Lucas Distant 1906. Pochazia triangularis ingår i släktet Pochazia och familjen Ricaniidae. Inga underarter finns listade i Catalogue of Life.